# Красне-Длусько
Красне-Длусько (пол. Krasne Dłusko, нім. Lauske) — село в Польщі, у гміні Пшиточна Мендзижецького повіту Любуського воєводства.
Населення — 200 осіб (2011).
У 1975-1998 роках село належало до Гожовського воєводства.

## Демографія
Демографічна структура станом на 31 березня 2011 року:
|          | Загалом | Допрацездатний вік | Працездатний вік | Постпрацездатний вік |
| -------- | ------- | ------------------ | ---------------- | -------------------- |
| Чоловіки | 98      | 26                 | 66               | 6                    |
| Жінки    | 102     | 16                 | 65               | 21                   |
| Разом    | 200     | 42                 | 131              | 27                   |